# Poecilopsetta colorata
Poecilopsetta colorata är en fiskart som beskrevs av Günther, 1880. Poecilopsetta colorata ingår i släktet Poecilopsetta och familjen flundrefiskar. Inga underarter finns listade i Catalogue of Life.